# ペルダナ・プトラ
ペルダナ・プトラ (ジャウィ語：ڤردان ڤوترا)は、マレーシアの新首都プトラジャヤにあるマレーシア首相の官邸。プトラジャヤの主要な丘の上に位置し、マレーシア連邦政府の行政機関の代名詞となっている。

## 歴史
1999年に完成した。

## 建物
- 首相官邸
- 副首相官邸
- 小会議室
- 大会議室
- VIPルーム
- VIP宴会場
- 国家安全保障局事務所
- 国家経済行動会議事務局